# Kilaš
Kilaš (mađ. Kéleshalom) je selo u jugoistočnoj Mađarskoj. 
Zauzima površinu od 61,63 km četvorna.

## Zemljopisni položaj
Nalazi se na 46°22' sjeverne zemljopisne širine i 19°15' istočne zemljopisne dužine, u regiji Južni Alföld.

## Upravna organizacija
Upravno pripada jankovačkoj mikroregiji u Bačko-kiškunskoj županiji. Poštanski broj je 6444.

## Stanovništvo
U Kilašu živi 551 stanovnik (2002.).